# Clavus canalicularis
Clavus canalicularis é uma espécie de gastrópode do gênero Clavus, pertencente a família Drilliidae.